# Maite Iturbe
Maite Iturbe Mendialdua (Mondragón, 1959) es una economista española que fue directora general de Euskal Irrati Telebista desde el año 2013 hasta el 29 de octubre de 2020, cuando fue relevada en el cargo por Andoni Aldekoa.
Maite Iturbe ha trabajado en el área de producción de Euskal Telebista, la televisión pública vasca, donde desempeñó labores de productora y llegó a ser directora de esa área. En el año 2013 fue nombrada por el parlamento vasco directora general de grupo EITB tras el acuerdo entre PNV y PSE-EE.

## Biografía
Maite Iturbe nació en la localidad guipuzcoana de Mondragón en 1959. Se licenció en Ciencias Empresariales tras cursar estudios en ETEO-Universidad de Mondragón y UPV/EHU, cursando, posteriormente, un master en Dirección y Administración de Empresas. y comenzó a trabajar en el área de producción de ETB.
En 1981, después de acabar sus estudios, ingresó en la Viceconsejería de Euskera del Gobierno Vasco, pasando posteriormente al Departamento de Educación hasta que en 1984 ingresó en el departamento de producción de la televisión vasca donde ejerció de productora. En 1986 fue nombrada Jefa de Producción de Programas y en 1989 Coordinadora de Producción, cargo que ejerció hasta 1991 cuando la nombraron directora de Producción. desde 1999 tuvo, además, el cargo del Centro de Producción de ETB en Miramon. En febrero de 2013 fue nombrada por el parlamento vasco directora general de EITB.